# Mimeutermes
Mimeutermes es un género de termitas  perteneciente a la familia Termitidae que tiene las siguientes especies:

## Especies
1. Mimeutermes binghami
2. Mimeutermes clypeaus
3. Mimeutermes edentatus
4. Mimeutermes giffardi
5. Mimeutermes sorex